# Johan Henric Dieden

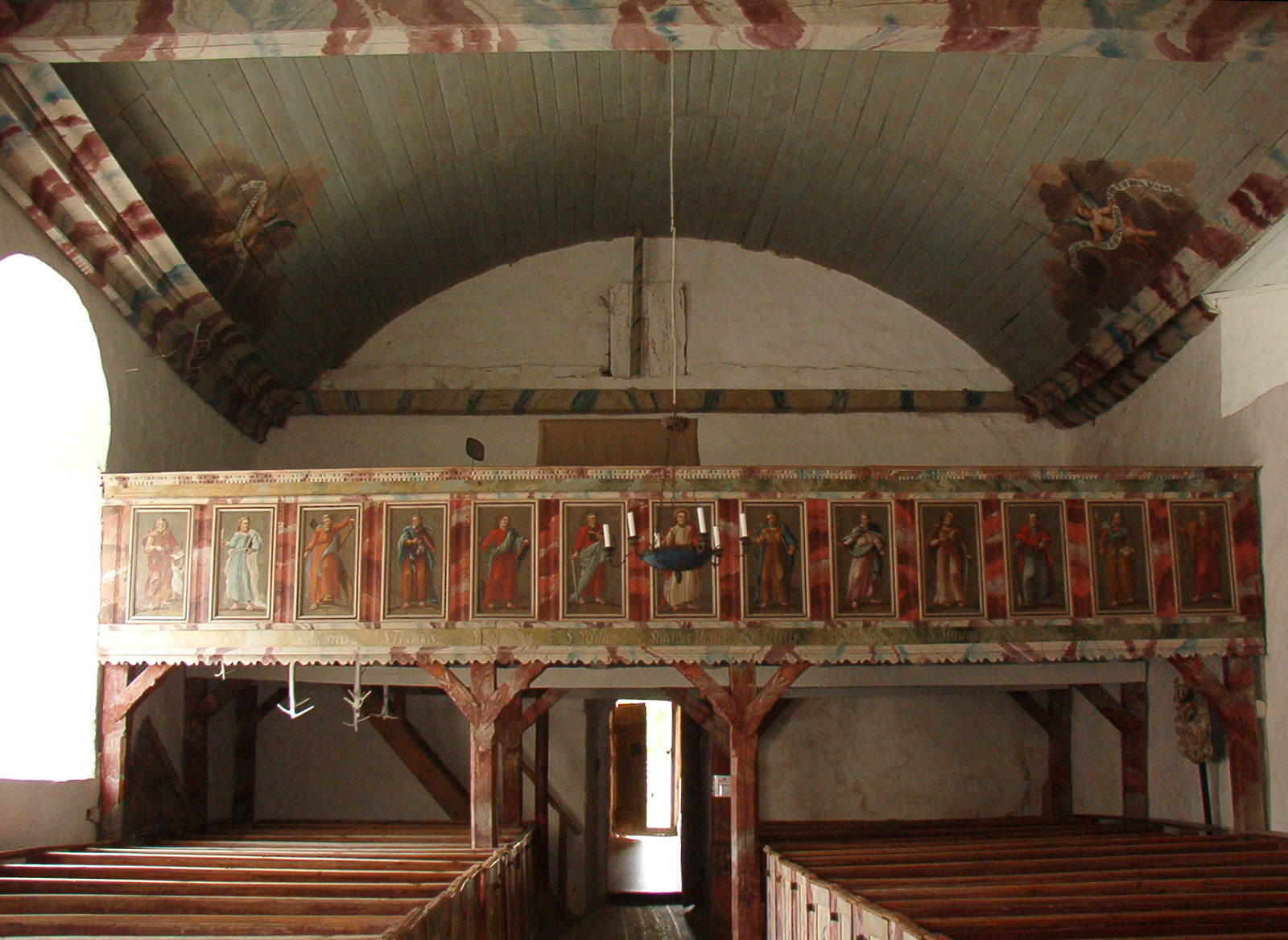
Interiör av Bokenäs gamla kyrka med Diedens målningar.

Johann (Henrik) Hindrich Dieden, född 18 mars 1732 i Hildesheim, Niedersachsen, Tyskromerska riket, död 1 april 1817 i Uddevalla, var en svensk-tysk kyrkomålare.

## Biografi
Dieden fick sitt lärobrev som målare 1751 i Hildesheim. På 1750-talet flyttade han som gesäll till Sverige och Göteborg. Han var från 1763 gift med Anna Cecilia Göthenberg som dog 1 april 1817 samma dag som sin man. De fick tre söner och fyra döttrar.
Dieden fick 1762 tillstånd att verka i Uddevalla som målargesäll och bosatte sig där. Året därpå blev han målarmästare vid Göteborgs Målareämbete. Bland hans bevarade bildkonst finns en porträttmålning i Dragsmarks kyrka.
Hans son Johan Henrik blev handelsman och rådman i Uddevalla stad. Av senare led i släkten kan Johan Henrik Dieden senior, Johan Henrik Dieden, Berthold Dieden samt Gotthard Dieden nämnas.

## Verk
- 1763 Hjärtums kyrka. Målningar av stolar, dörrar med mera. Troligen försvunnet.
- 1767 Bärfendals kyrka. Altartavla. Försvunnen.
- 1769 Forshälla kyrka. Målning av läktare, trappor och stolar. Försvunnet.
- 1770 Bokenäs gamla kyrka. Takmålningar och målning av predikstol. läktare, stolar och fönster. Bevarat.
- 1773 Forshälla kyrka. Målat och förgyllt två tavelramar.
- 1776 Dragsmarks kyrka. Målning av tak, väggar, stolar och läktare, samt renovering av predikstol och altare. Takmålningen delvis bevarad.
- 1780 Gravarnes kyrka. Takmålningar. Försvunnet.
- 1791 Ljungs gamla kyrka. Altartavla. Bevarat men osäkert om upphovsmannen är Dieden.
- 1800 Dragsmarks kyrka. Tavla med Jesu dop. Bevarad.